# 二唐正和
二唐 正和（にがら まさかず、1972年1月28日 - ）は長崎文化放送(ncc)のアナウンサー。

元秋田朝日放送アナウンサー・テレビ神奈川 (tvk) 記者。
東京都練馬区出身。学習院大学卒業後、1995年秋田朝日放送にアナウンサーとして入社。
それ以降、tvkでの記者を経て2004年nccに移籍し、再びアナウンサーとなる。

## 担当番組
- チャンネルeiei（秋田朝日放送）
- NCCスーパーJチャンネル長崎（スポーツコーナー）
- スポーツ中継（高校野球、柔道、サッカーなど）
- nccニュース